# Bifenil
Bifenilul (difenil, fenilbenzen, 1,1'-bifenil sau lemonen) este un compus organic, fiind format din două nuclee benzenice legate: (C6H5)2.Formează cristale incolore și are un miros aromatic caracteristic. Este utilizat pentru producerea de bifenili policlorurați.

## Obținere
Bifenilul se regăsește natural în gudronul de cărbune, în petrol și în gazele naturale, și poate fi izolat din aceste amestecuri prin distilare.